# ハーレーダビッドソン・ダイナ
ダイナ (Dyna) とは、アメリカのオートバイメーカー、ハーレーダビッドソンが製造していたオートバイシリーズの一種。ハーレーラインナップの中ではダイナファミリーと呼ばれている。

## 概要
1971年に登場したV型ツインエンジンのFLとスポーツスターXLのフレームを合わせて誕生したFXを起源とし「FX 1200 Super Glide」が誕生。専用のリアサスペンションとトランスミッションによりスポーティーな走りをする。エンジンはフレームにラバーマウントされているためバランサーはない。ハーレーダビッドソンの中で唯一FXDWGを除いてミッドコントロールとなっており、小柄な体格でも扱いやすくなっている。
1982年には「FXR」が登場。車体のベースとされたのは「FLT Tour Glide」で若干フレーム直径が大きく、ステアリングヘッド周辺の構造は簡略化されていた。
1991年、ダイナグライドフレームを導入し「FXDBS Dyna Glide Sturgis」に初めて採用された。「ダイナ」というシリーズ名の由来は、このフレームからきている。FXRフレームを改良して生まれたダイナグライドフレームは、ハーレー社初のCADを使った本格コンピューター設計で最大の特徴は、FX系の特徴だったラバーマウントを3点から2点に減らしたことであり、これにより振動吸収に関してはデメリットであったものの、生産効率は向上した。 こうして誕生したダイナシャシーは、「別にアメリカ大陸横断するワケじゃないし、気持ちよく、カッコよく、ハーレーで走りたいよ！」というバイカーを中心に、着実に支持を集めた。
2017年をもってシリーズ製造が終了し、ソフテイルシリーズに統合された。

## ダイナファミリー
- FXDBS - ダイナスタージスとも表記。
- FXDWG - ワイドグライドとも表記。ダイナで唯一フォワードコントロールを採用している。
- FXDF　- ファットボブとも表記。
- FXDB - ストリートボブとも表記。
- FXDL - ローライダーとも表記。
- FXD - スーパーグライドとも表記。
- FXDC - スーパーグライドカスタムとも表記。
- FXDX - スーパーグライドスポーツとも表記。
- FLD -  スイッチバックとも表記。

## エピソード
フランシスコ法王は、ハーレーダビッドソン社製のオートバイを所有していることから、同社は2013年6月、創業110周年を記念して法王にスーパーグライドを進呈した。法王は、このオートバイを一度も乗ることなく、自らのサインをした上で慈善団体に寄付。2014年に慈善団体がオークションにかけたところ、21万1500ユーロ（約3000万円）で落札された。21世紀に製造されたオートバイとしては、最高額の取引事例となっている。